# حارة محوى باب اليمن (الصافية)

تعديل مصدري - تعديل

حارة محوى باب اليمن هي إحدى حارات حي الصافية بمديرية الصافية إحد مديريات العاصمة اليمنية صنعاء، بلغ تعداد سكانها 2689 نسمة حسب تعداد اليمن لعام 2004.